# Françoise Oriane
Françoise Oriane, née le 13 mai 1940 à Bruxelles (Belgique) et morte le 14 novembre 2021, est une comédienne belge.

## Biographie
Née en 1940, Françoise Oriane est la fille d'Ernest Delmarche et Marie-Louise Derval, tous deux chanteurs d'opéra. 
Elle meurt le 14 novembre 2021 à l'âge de 81 ans.

## Théâtre
- 1958 : L'année du bac de José-André Lacour
- Hôtel des deux mondes de Jean-Claude Idée
- La Tectonique des sentiments de Michel Kacenelenbogen
- 2006 : La Tentation de Hugo Claus
- 2011 : Les Misérables de Victor Hugo, adapté par Stephen Shank et Patrick de Longrée à l'Abbaye de Villers-la-Ville : Mme Magloire / Sœur Simplice

## Filmographie

### Cinéma
- 1994 : La Reine Margot de Patrice Chéreau
- 2001 : Le Violon brisé (téléfilm) d'Alain Schwarzstein
- 2007 : Odette Toulemonde d'Éric-Emmanuel Schmitt
- 2012 : J'enrage de son absence de Sandrine Bonnaire
- 2013 : Sunflower Seed de Pascal Adant
- 2014 : Le Grimoire d'Arkandias d'Alexandre Castagnetti et Julien Simonet

-2016 : le fantôme de canterville : la grand mère d’erwan

### Télévision
- 1988-1989 : Le Bonheur d’en face : Madame Beaulieu (épisodes 1, 3, 18, 23)
- 2016 : Ennemi public : la maman de Guy Béranger
- 2022 : Pandore (série télévisée)

## Doublage

### Séries télévisées
- Tour de Babel : Yolande Falcão

### Séries d'animation
- Nils Holgersson : Akka de Kebnekaïse
- Alice au pays des merveilles : la reine de cœur
- Tao Tao : la mère de Kiki
- Kérity la maison des contes : Mme Aubrey
- Les Enquêtes de Prudence Petitpas : Prudence Petitpas

## Distinctions
Françoise Oriane a reçu en 2006 le prix de la meilleure comédienne pour son rôle dans la pièce La Tentation de Hugo Claus.